# Powerscourtwaterval
De Powerscourtwaterval (Iers: Eas Chúirt an Phaoraigh) is een waterval in de rivier de Dargle bij Enniskerry, in het graafschap Wicklow in Ierland. Hij stroomt een vallei in de Wicklow Mountains in. De waterval is 121 meter hoog en daarmee de hoogste in Ierland.